# Доброселье (Херсонская область)
Доброселье (укр. Добросілля) — село в Великокопановской сельской общине Херсонского района Херсонской области Украины.
Почтовый индекс — 75132. Телефонный код — 5542. Код КОАТУУ — 6525080502.

## Население
Население по переписи 2001 года составляло 376 человек.

### Языковой состав
Родной язык населения по данным переписи 2001 года:
| Язык       | Численность, чел. | Доля     |
| ---------- | ----------------- | -------- |
| Украинский | 320               | 85,11 %  |
| Армянский  | 26                | 6,91 %   |
| Русский    | 23                | 6,12 %   |
| Молдавский | 7                 | 1,86 %   |
| Итого      | 376               | 100,00 % |

## Местный совет
75131, Херсонская обл., Алёшковский р-н, с. Великие Копани, ул. К. Маркса, 79